# Lisa Fittko
Lisa Fittko (geboren als Elisabeth Ekstein; * 23. August 1909 in Ungvár, Komitat Ung, Österreich-Ungarn, heute Uschhorod, Ukraine, gestorben am 12. März 2005 in Chicago, Illinois, Vereinigte Staaten) war eine deutsch-österreichische Widerstandskämpferin gegen die nationalsozialistische Diktatur in Deutschland und im Zweiten Weltkrieg Fluchthelferin über die Pyrenäen zwischen Frankreich und Spanien.
Bekannt wurde sie ab 1985 durch ihre autobiografischen Veröffentlichungen über die Zeit der Weimarer Republik und das politische Exil in der Tschechoslowakei, der Schweiz, den Niederlanden und Frankreich. Besonders die erste, Mein Weg über die Pyrenäen, Erinnerungen 1940/41 (Hanser, München 1985) wurde häufig besprochen und in viele Sprachen übersetzt. Durch die Netflix-Serie Transatlantic, in der sie, verkörpert von Deleila Piasko, eine tragende Rolle spielt, ist sie in die Popkultur eingezogen. Darin geht es besonders um ihre Rolle als Fluchthelferin des Philosophen und Schriftstellers Walter Benjamin, den sie aus ihrem Pariser Exil flüchtig kannte.

## Leben

### Kindheit in Budapest und Wien (1909–1920)
Ihre Eltern waren Ignaz Isak Ekstein und Julie Schalek; ihr älterer Bruder war der Physiker Hans Ekstein (1908–1984).
Lisa Ekstein verbrachte die Zeit bis zum Ende des Ersten Weltkrieges in Budapest, wo ihr Vater, wie schon in Uschhorod, kaufmännischer Direktor einer Möbelfabrik war, der Mundus-AG, die nach Entwürfen bekannter Innenarchitekten Banken, Kinos und Hotels in ganz Österreich-Ungarn ausstattete. Als deren Geschäfte kriegsbedingt immer schlechter gingen, verlegte er seinen Schwerpunkt auf den Journalismus und schrieb Artikel für eine seit 1898 in Wien erscheinende „Wochenschrift für Volkswirtschaft, Politik, Literatur und Kunst“ namens Die Wage, die er 1918 als Herausgeber übernahm. Das Blatt vertrat von Anfang an fortschrittliche politische Positionen, weshalb es immer wieder von der Staatsanwaltschaft verboten wurde. Nach dem Ersten Weltkrieg ließ sich die Familie Ekstein in Wien nieder, wo gerade die Erste Österreichische Republik ausgerufen worden war. Aus Protest gegen die Sozialdemokratie und deren neuen Staatskanzler, Karl Renner, trat Ignaz Ekstein in die neu gegründete Kommunistische Partei Österreichs (KPÖ) ein, zu deren Mitgliedern und Sympathisanten auch Egon Erwin Kisch, Leo Lania und Hanns Eisler gehörten. Damit änderte sich der Kurs seiner Zeitschrift, die nun „Revolutionäre Zeitschrift“ hieß und sich fast ausschließlich der politischen Agitation zuwandte, wodurch sie immer mehr Käufer und Abonnenten verlor.
Nach dem Krieg war die Ernährungslage in Wien katastrophal geworden, besonders für Kinder, die gut die Hälfte der etwa zwei Millionen Einwohner ausmachten. Sie litten fast alle unter Skorbut, Rachitis, Herzschwäche, Knochenödemen und dramatischem Untergewicht, auch Lisa, damals zehn Jahre alt. Man schickte sie mit einem Kindertransport in die Niederlande, wo sie zu einer Krankenschwester in Pflege kam. In ihrem zweiten Buch, „Solidarität unerwünscht“, setzt sie dieser Frau und ihrem am Waldrand gelegenen Häuschen in Apeldoorn ein literarisches Denkmal.

### Berliner Jahre (1920–1933)
Im Herbst 1920 zog die Familie Ekstein nach Berlin, wo Lisas Vater eine Stellung bei der Sowjetischen Handelsvertretung erhielt. Nach den vielen Schul- und Ortswechseln fiel es Lisa schwer, sich einzuleben, besonders das preußische Schulsystem kam ihr nach den Jahren in Wien und Apeldoorn streng und antiquiert vor. Sie begann früh, sich zu politisieren, zunächst im Sozialistischen Schülerbund, dann 1924 im Kommunistischen Jugendverband Deutschlands und 1928 in der Kommunistischen Partei Deutschlands (KPD). Hier hatte sie verschiedene Ämter inne, u. a. als Kassiererin, Organisationsleiterin, Pionierleiterin und „Gegnermann“, was so viel hieß, dass sie Splitter- und Oppositionsgruppen zu beobachten hatte. Nach dem Besuch einer Höheren Handelsschule und einem einjährigen Sprachkurs in Paris arbeitete sie hauptberuflich bei der Roten Hilfe. Sie war außerdem in der Internationalen Arbeiterhilfe, verschiedenen Arbeitersportgruppen und dem Zentralverband der Angestellten organisiert.
Wegen Teilnahme an illegalen Demonstrationen von Abschiebung bedroht, heiratete sie am 5. März 1932 den Kommunisten Gabriel (Gabo) Lewin und erhielt dadurch die deutsche Staatsbürgerschaft. Die Ehe bestand zwar nur zum Schein, war aber trotzdem offiziell gültig. Doch schon im Herbst 1932 gab es erneut Schwierigkeiten: Dauernd erschien die Polizei, um ihre Wohnung am Belle-Alliance-Platz Nr. 4 (heute Mehringplatz) in Berlin-Kreuzberg zu durchsuchen. Zu ihrer Sicherheit musste sie in den Untergrund gehen. Dabei war ihr ein Freund, August Laß, behilflich, den sie in „Solidarität unerwünscht“ „Bruno“ nennt. Er hatte zwei Tanten in Berlin-Friedrichshain, die sie im Hinterzimmer ihres Süßwarenladens versteckten. Dort blieb sie bis September 1933, als die KPD ihren Einsatz in Prag anordnete, da der Aufenthalt in Berlin zu gefährlich für sie geworden sei. Ihre Eltern hatten Deutschland wegen der immer stärker werdenden Repressalien gegen Juden schon im März 1933 verlassen und sich zu einem Bruder von Lisas Mutter nach Leitmeritz in die Tschechoslowakei begeben.

### Widerstand und Exil in Prag, Basel und Amsterdam (1933–1937)
In Prag wurde Lisa Ekstein damit beauftragt, Frauen- und Jugendarbeit unter kommunistischen Emigranten zu machen, wobei sie von einem Komitee, das „deutschen Flüchtlingen ohne Unterschied von Rasse, Nationalität und Konfession“ zu helfen bereit war, finanziell unterstützt wurde. Benannt war es nach einem tschechischen Literaturwissenschaftler, František Xaver Šalda. Im Umkreis dieses Komitees traf sie viele Emigranten wieder, die sie schon aus Berlin kannte, u. a. Bruno Frei, Ernst Ottwalt, Franz Carl Weiskopf, John Heartfield und dessen Bruder Wieland Herzfelde.
Ende 1933 lernte sie in diesem Umfeld ihren späteren Ehemann Hans Fittko kennen, einen ebenfalls aus Berlin kommenden politischen Flüchtling, Sohn einer kinderreichen Arbeiterfamilie, der gelegentlich als Journalist für Franz Pfemferts „Aktion“ gearbeitet hatte. Zuletzt war er „Politleiter“ der KPD in Berlin-Spandau gewesen. Jetzt war er Grenzstellenleiter in der Tschechoslowakei, was bedeutete, dass er Flugblätter, Zeitungen, Flüchtlinge, Kassiber und Instrukteure über die Grenze zu schmuggeln hatte. Es gab neun Übergänge, die nur schwer zu kontrollieren waren, vorwiegend im Riesen- und Erzgebirge. Ende 1934 kam er dennoch in Haft, weil er sich, wie es in Lisas Buch heißt, „in die innenpolitischen Angelegenheiten des Landes eingemischt habe“.
Nach kurzer Haftzeit in einem tschechoslowakischen Gefängnis wurde er Ende 1934 wieder entlassen und von der KPD unter dem Decknamen „Stephan“ als Leiter der Grenzstelle Basel eingesetzt, wohin Lisa ihm einige Wochen später folgte. Sie wohnten nun bei wechselnden Schweizer Genossen, die größtenteils aus dem Arbeiterstand stammten. Hans Fittko hielt Schulungen in einem Basler Arbeiterheim ab und organisierte den gesamten Widerstand im Dreiländereck, wobei fast alle der für ihn arbeitenden Kuriere, größtenteils Arbeitslose oder Kriegsverletzte, von der Gestapo gefasst und in Haft gebracht wurden, die sie zum Teil nicht überlebten.

### Austritt/Ausschluss aus der KPD (1937)
Mit Beginn des Spanischen Bürgerkriegs im Juli 1936 hätte Lisa sich gern den Internationalen Brigaden angeschlossen. Doch die Partei versetzte Hans Fittko nach Amsterdam, wo er allerdings nicht lange blieb, denn er wurde im August 1937 offiziell aus der KPD ausgeschlossen „wegen ungenügender Wachsamkeit gegenüber parteifeindlichen Elementen und Verbindung mit Parteifeinden.“ Fittko bestritt zwar, dass die Vorwürfe berechtigt seien, verzichtete aber auf Revision, denn inzwischen hatte sich in Emigrationskreisen herumgesprochen, dass Stalin „Verräter“ und „Konterrevolutionäre“ vor Gericht stellen, in Straflager sperren oder sogar hinrichten ließ. Es war also besser, sich mit dem Parteiausschluss abzufinden, wenn dieser auch dazu führte, dass Lisa von der „Kader-Überprüfungskommission“ in Amsterdam scharfen Verhören unterzogen wurde. Ein wichtiges Thema dieser Verhöre war auch ihre frühere Beziehung zu August Laß, alias „Bruno“, der nach einer Verhaftung in Danzig zur SA übergelaufen war und mindestens 22 Genossinnen und Genossen verraten hatte, die nun alle in Haft saßen, womit Lisa aber nachweislich nichts zu tun hatte, da sie nicht mehr in Kontakt mit ihm stand. Ob dieses Verfahren auch für sie mit einem Parteiausschluss endete oder ob sie die KPD freiwillig verließ, ist nicht bekannt.

### Als parteilose Emigrantin in Paris (1938–1939)
Seit 1938 lebten die nunmehr parteilosen Fittkos in Paris, wo sie auch Lisas Eltern und ihren Bruder Hans wiedertrafen, der, inzwischen mit seiner Studienfreundin, Eva Ekstein, geb. Rosenthal, verheiratet, im gleichen Haus wie Walter Benjamin, Rue Dombasle Nr. 10, wohnte. Benjamin und die Fittkos sind sich dort öfter begegnet. Da sie nun kein politisches Amt mehr hatten, mussten sie sich, wie die Mehrheit der Flüchtlinge, mit Gelegenheitsarbeiten durchschlagen. Lisa gelang das besser als ihrem Mann, da sie fließend Französisch sprach und mit den meisten Haus- und Büroarbeiten vertraut war. Zu Beginn des Zweiten Weltkriegs führte sie den Haushalt eines amerikanisch-jüdischen Ehepaars, Florence und Solomon Trone, das im Auftrag einer Organisation namens DORSA versuchte, Juden als Bauern in der Dominikanischen Republik anzusiedeln. Die Organisation verfügte über erhebliche Geldmittel und stand unter dem Schutz des amerikanischen Präsidenten Franklin Roosevelt. Der Präsident der Dominikanischen Republik, Rafael Leonidas Trujillo Molina, hatte sich im Juli 1938 auf der Konferenz von Évian angeboten, 100.000 Juden in sein Land zu lassen. Letztendlich nahmen aber weniger als 700 die Offerte an, denn erst kurz zuvor hatte er im sog. „Petersilien-Massaker“ etwa 18.000 Haitianer ermorden lassen, die auf den Zuckerrohrpflanzungen seines Landes arbeiteten.

### Internierung und Fluchthilfe (1940–1941)
Am 5. September 1939 wurden alle 17- bis 50-jährigen „Männer des Deutschen Reiches“, die sich in Frankreich aufhielten, in Sammellagern registriert und von dort in weitere Lager gebracht, z. B. nach Les Milles, Rivesaltes oder Le Vernet. Die Internierung der Frauen erfolgte erst acht Monate später. Lisa und ihre Freundin Paula Spriewald, geb. Oettinghaus, Tochter des kommunistischen Reichstagsabgeordneten Walter Oettinghaus, kamen ins Camp de Gurs am Nordrand der Pyrenäen, wo sie viele alte Bekannte wiedertrafen, z. B. die Philosophin Hannah Arendt und die Malerin Ili Kronstein, eine Cousine von Lisa. Nach einigen Wochen gelang es ihnen, das Lager mit falschen Papieren zu verlassen und sich über Pontacq, Lourdes, Montauban und verschiedene andere Stationen bis nach Marseille durchzuschlagen, in der Hoffnung, Frankreich baldmöglichst verlassen zu können. Unterwegs hatten sie Hans Fittko wiedergetroffen, der ebenfalls seinem Lager entkommen war. In Marseille trafen sie mit Varian Fry, dem „Engel der Flüchtlinge“ zusammen, dem Chef des „Emergency Rescue Committee“, der von Eleanor Roosevelt beauftragt worden war, möglichst viele Flüchtlinge aus Frankreich herauszubringen, vor allem prominente Künstler, Politiker und Intellektuelle. Anfang September 1940 hielten sie sich in Banyuls-sur-Mer, einem kleinen Ort an den Ausläufern der Pyrenäen auf, wo sie sich im Auftrag Varian Frys anboten, Flüchtlinge bis zur spanischen Grenze zu bringen. Der Erste, der sich ihnen anschloss, war Walter Meyerhof, 18 Jahre alt, Sohn des deutsch-jüdischen Medizinnobelpreisträgers Otto Meyerhof. Allerdings wurden sie unterwegs von französischen Gendarmen festgenommen und nach Cerbère ins Gefängnis gebracht, wo sie einige angstvolle Tage und Nächte verbrachten. Durch Intervention von Meyerhofs Eltern und des sozialistischen Bürgermeisters von Banyuls-sur-Mer, Vincent Azéma, wurden sie von einem Richter in Perpignan wieder freigelassen.
Das Zusammentreffen von Lisa Fittko und Walter Benjamin erfolgte erst später, wahrscheinlich am 24. September 1940. In seiner Begleitung befanden sich Henny Gurland, geb. Meyer, eine aus Aachen stammende Fotografin, und deren siebzehnjähriger Sohn Joseph oder José, der später Professor für Metallurgie in Providence, USA, wurde. Beiden gelang es, sich von Portbou, Katalonien, nach Lissabon durchzuschlagen, von wo sie per Schiff nach Amerika weiterreisten. Benjamin hingegen nahm sich in der Nacht vom 25. auf den 26. September 1940 im Hotel Francia in Portbou das Leben, weil er überzeugt war, die spanische Polizei würde ihn an die Deutschen ausliefern.
Die Fittkos blieben noch bis April 1941 in Banyuls-sur-Mer und führten mit Unterstützung von Vincent Azéma viele andere Flüchtlinge bis zur Grenze, darunter den jüdischen Heine-Forscher Hugo Bieber und dessen Frau, den ehemaligen Pressereferenten des Innenministers, Hans Emil Hirschfeld, Robert Grötzsch, Arbeiterdichter und Herausgeber der Dresdner Volkszeitung, den jungen Politologen Heinz Pächter und andere mehr. Nicht alle wurden von Varian Fry zu ihnen geschickt. Viele kamen auch durch Vermittlung des Sozialdemokraten Fritz Heine, der im Auftrag des Exil-Vorstandes der SPD (SOPADE) ebenfalls Flüchtlingen half, darunter auch solchen, die nicht auf Frys Prominenten-Liste standen.
Die Angaben über Namen und Anzahl der Flüchtlinge weichen stark voneinander ab. Varian Fry spricht von „mehr als hundert Leuten“ innerhalb von sechs Monaten, nach anderen Schätzungen waren es „mehr als 250“. Verlässliche Listen gibt es nicht, denn sie hätten in die Hände der Gestapo fallen können. Im März 1941 kamen größere Gruppen von britischen Soldaten, die nach Hause zurückgebracht werden sollten. Auch sie wurden von den Fittkos sicher bis an die Grenze geführt, obwohl Lisa um diese Zeit sehr geschwächt war und sich noch nicht von den Folgen einer schweren Gelbsucht erholt hatte.
Die Fittkos verließen, von der Bevölkerung sehr geschätzt, Banyuls-sur-Mer im April 1941, um sich vorübergehend in Cassis niederzulassen. Sie warteten dort auf die Hilfe des Emergency Rescue Committees, die im Oktober kam, in Form eines Visums nach Kuba und der nötigen Ausreisepapiere. Bevor sie abreisten, gelang es Lisa, ihre Eltern aus dem besetzten Paris ebenfalls nach Cassis zu holen, wo sie von Einheimischen bis zum Kriegsende versteckt und dadurch vor dem Holocaust gerettet wurden.

### Exil auf Kuba (1941–1948)
Am 11. November 1941 konnten die Fittkos die SS Colonial besteigen, das sie von Lissabon nach Havanna brachte. An Bord des Schiffes befanden sich fast 400 Flüchtlinge, darunter viele osteuropäische Juden, die nur Polnisch, Jiddisch oder Russisch sprachen. Ein Teil von ihnen wollte allerdings laut der Passagierliste nicht nach Kuba, sondern in die USA weiterreisen. Hans Fittko ist auf der Passagierliste unter der Position 68 als Johannes Fittko aufgeführt, während Lisa als Elisabeth Levin reiste (Position 195), unter dem Nachnamen aus ihrer Scheinehe also.
Nach der Ausschiffung wurden die Fittkos wie viele andere Flüchtlinge auch im Internierungslager Tiscornia festgehalten, bevor sie nach etwa 10 Tagen in dem von Emigranten bewohnten Hotel Máximo Unterschlupf fanden. Später konnten sie in Havanna eine eigene Wohnung beziehen. Hans Fittko arbeitete, wie viele männliche Emigranten, als Diamantenschleifer, Lisa als Übersetzerin und Sekretärin. Sie trafen dort viele Flüchtlinge, die sie schon kannten, u. a. Fritz Lamm, August Thalheimer und Boris Goldenberg. Lisa blühte auf Kuba regelrecht auf und hätte gern die kubanische Staatsbürgerschaft angenommen, während Hans Fittko krank und depressiv wurde. Kurz vor Kriegsende, am 3. Mai 1945, ließen sie sich in Havanna trauen, wobei Lisa sich – wie schon bei der Überfahrt von Lisabon nach Havanna – abermals als Elisabeth Lewin ausgab, obwohl Gabo Lewin keineswegs tot war, sondern in einem sowjetischen Straflager einsaß, was Lisa aber nicht wissen konnte. Erst nach seiner Rehabilitation im Jahre 1955 konnte die Ehe offiziell aufgelöst werden.
Nach Kriegsende erfuhren sie erst nach und nach, wer von ihren Verwandten überlebt hatte und wer im Holocaust umgekommen war. Zu den Opfern gehörte u. a. Lisas Tante, die Malerin Malva Schalek, für deren Andenken und Werk sie sich später engagiert einsetzte.

### Amerikanische Jahre (1948–2005)
1948 übersiedelte Lisa Fittko mit ihrem Mann Hans in die USA, nach Chicago, wo schon ihr Bruder und dessen Familie lebten. 1955 erhielt sie die amerikanische Staatsbürgerschaft und schwor dabei, nie einer kommunistischen Partei angehört zu haben. Eine Einbürgerung wäre sonst nicht möglich gewesen, denn es war mitten in der McCarthy-Ära, auf dem Höhepunkt des Kalten Krieges.
Hans Fittko war die meiste Zeit arbeitsunfähig und starb 1960 an einem Gehirnleiden. Lisa, die sehr schnell perfekt Englisch lernte, arbeitete in verschiedenen Positionen, u. a. als Fremdsprachenkorrespondentin und Angestellte der University of Chicago. Sie hatte ein sicheres Auskommen und einen großen Freundeskreis, zu dem u. a. Barack Obama gehörte, damals noch Abgeordneter in Illinois. Er lebte mit seiner Familie in Lisas unmittelbarer Nachbarschaft, einer Wohnanlage nicht weit vom Michigan-See, in der auch Lisa bis zu ihrem Tod wohnen blieb. Sie hatten denselben Arzt, Dr. Quentin Young, bei dem sie sich manchmal trafen, entschiedener Gegner des Vietnamkrieges und Vorsitzender des Medical Committee for Human Rights.
Nach der Publikation ihres ersten Buches erhielt sie das Bundesverdienstkreuz erster Klasse, worauf sie erfreut, aber auch kritisch reagierte. Sie bezweifelte, dass es richtig sei, nur eine einzelne Person zu ehren und nicht den Widerstand als solchen, über den die Jugend in Deutschland kaum etwas wisse.
Mit vielen weiteren Ehrungen und Anerkennungen versehen, starb Lisa Fittko am 12. März 2005 in einem Krankenhaus in Chicago. Ihre Asche wurde auf ihren eigenen Wunsch hin bei Cassis ins Mittelmeer verstreut.

## Gedenken
An der Stelle, wo der durch die Fittkos zur Fluchthilfe verwendete Fluchtweg in Banyuls-sur-Mer auf der französischen Grenzseite beginnt, wurde für Hans und Lisa Fittko im Januar 2001 ein Denkmal errichtet. Dieses erinnert daran, dass sie unter Lebensgefahr vielen von den Nationalsozialisten verfolgten Menschen die Flucht nach Spanien ermöglichten. Am Fuße dieser Gedenkstätte beginnt ein Wanderweg, auf dem man in etwa sechs Stunden den alten Fluchtweg nachgehen kann, die ehemals nach den Fittkos benannte „F-Route“ von Banyuls über Cerbère in das spanische Portbou. Seit dem 24. Juni 2007 ist dieser Weg offiziell „Chemin Walter Benjamin“ benannt und als historischer Wanderweg markiert.
Diesen Weg beschritt Walter Benjamin unter dramatischen Umständen auf der Flucht vor den Nationalsozialisten am 25. und 26. September 1940. Die spanischen Behörden ließen den Flüchtenden wegen eines neuen Dekrets nicht einreisen, sondern wollten ihn zurück nach Frankreich schicken, worauf sich Benjamin in der Nacht vom 26. auf den 27. September 1940 im Hotel Francia de Portbou das Leben nahm, um seiner Auslieferung zu entgehen. Daran erinnert die in Portbou errichtete begehbare Landschaftsskulptur Passagen des israelischen Künstlers Dani Karavan. Auch befindet sich auf dem Friedhof von Portbou ein Gedenkstein zur Erinnerung an Walter Benjamin. Musikalisch wie szenisch wurde Benjamins Tod in der Oper Shadowtime von Charles Bernstein (Libretto) und Brian Ferneyhough (Komposition) verarbeitet.

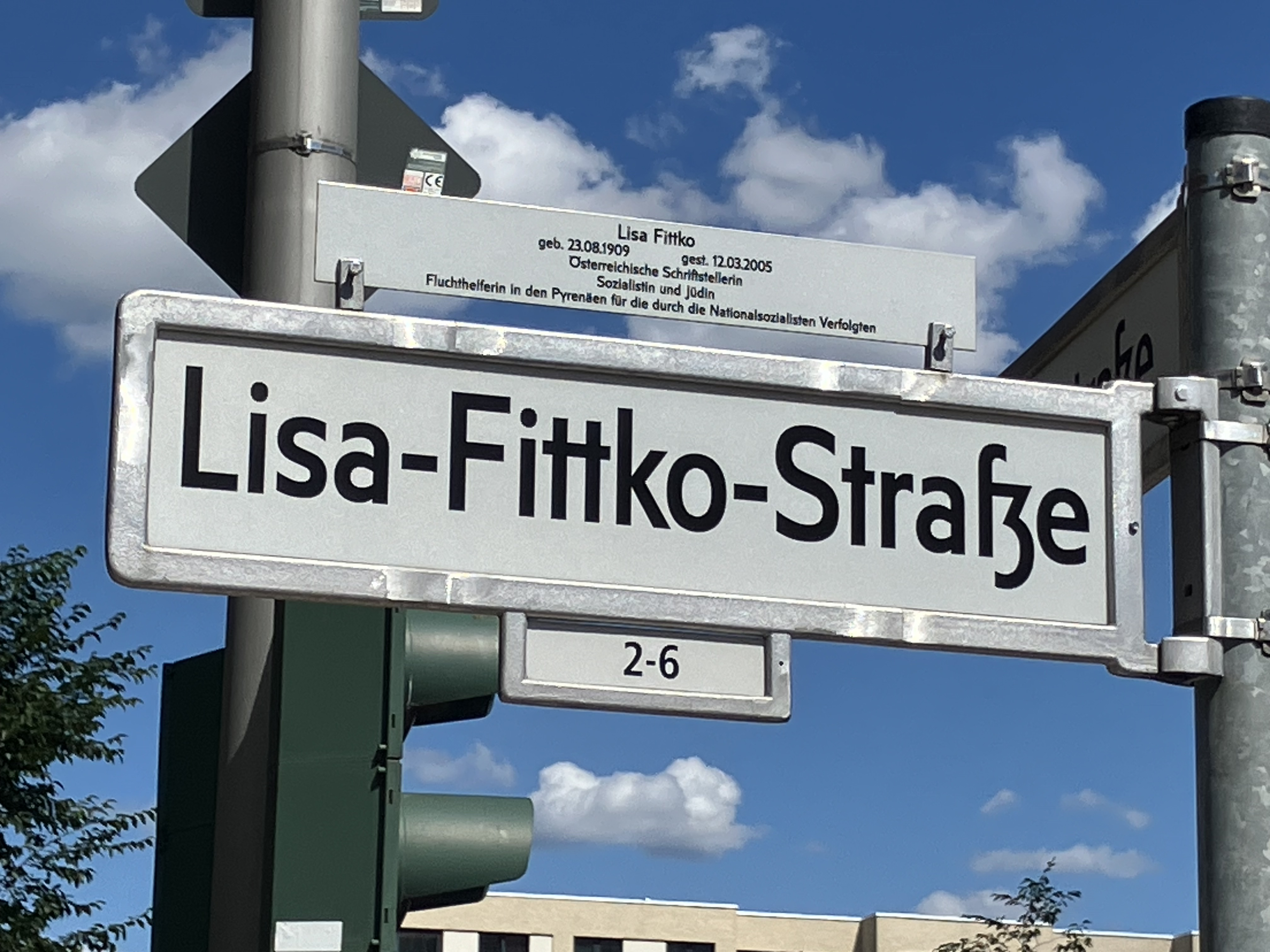
In Berlin-Moabit wurde 2016 eine kleine Straße in der neuen Europacity nach ihr benannt.

Die Historikerin Catherine Stodolsky war eine Nichte von Lisa Fittko und hat mit ihren Veröffentlichungen über ihre Tante und über die Malerin Malva Schalek, die ihre Großtante war, viel zur Sichtbarkeit beider beigetragen.
In ihrem 2012 erschienenen, mit dem Deutschen Buchpreis ausgezeichneten Werk Landgericht setzte die Schriftstellerin Ursula Krechel dem Ehepaar Hans und Lisa Fittko ein literarisches Denkmal.
Über die Fittkos wurden mehrere Dokumentarfilme gedreht, darunter 1998 Doch wir, sagten wir, wir ergeben uns nicht...
Im Oktober 2015 wurde in den Münchener Kammerspielen auf der „Internationalen Schlepper- und Schleusertagung“ erstmals „Die Goldene Lisa“ in Form einer Skulptur an „Innovative Schlepper- und Schleuser-Unternehmungen“ vergeben.
In Berlin-Moabit wurde 2016 eine kleine Straße in der neuen Europacity nach ihr benannt. Dort befindet sich heute ein Kindergarten, der den Namen „Fröbel-Kindergarten Lisa-Fittko-Straße“ trägt.

## Ehrungen
- 1986 wurde Lisa Fittko mit dem Bundesverdienstkreuz 1. Klasse ausgezeichnet.[61]
- 1999 rief der Bürgermeister von Chicago am 30. August den Lisa-Fittko-Tag anlässlich Fittkos 90. Geburtstag aus.[62]

## Werke
- Mein Weg über die Pyrenäen. Erinnerungen 1940/41. dtv, München 1989, ISBN 3-423-62189-3.
- Solidarität unerwünscht. Meine Flucht durch Europa. Erinnerungen 1933–1940. Carl Hanser Verlag, München 1992, ISBN 3-446-15188-5.

Interviews
- Brian Britt mit Lisa Fittko: The Aura of Benjamin’s Death. Als Appendix in: Brian Britt: Walter Benjamin & the Bible. Continuum, New York 1996.
- Hanne und Hubert Eckart mit Lisa Fittko: Meine Biographie liegt in der Weltgeschichte. Abacus Medien 2006, Hörbuch (3 CDs).

## Interviews (Auswahl)
- Brian Britt mit Lisa Fittko: The Aura of Benjamin’s Death. Als Appendix in: Brian Britt: Walter Benjamin & the Bible. Continuum, New York 1996.
- Hanne und Hubert Eckart mit Lisa Fittko: Meine Biographie liegt in der Weltgeschichte. Abacus Medien 2006, Hörbuch (3 CDs).

## Filme
- Das letzte Visum. Passage unbekannt (Varian Fry und das Emergency Rescue Committee). Karin Alles. Hessischer Rundfunk, 1987.
- Doch wir, sagten wir, wir ergeben uns nicht… Constanze Zahn, 1998.[62]
- Les Unwanted de Europa, Regie Fabrizio Ferraro, Lisa Fittko gespielt von Catarina Wallenstein, 2018.
- Transatlantic (Fernsehserie)